# Симборский, Иероним Михайлович
Иероним Михайлович Симборский (28 июня 1805 — 19 февраля 1869) — русский военачальник, генерал-лейтенант, участник русско-турецкой войны 1828—1829 годов.

## Биография
Родился 28 июня 1805 года. Происходил из дворян Санкт-Петербургской губернии, воспитывался во 2-м кадетском корпусе.
В 1820 году вступил на военную службу, в чине прапорщика, в конно-артиллерийскую 16-ю роту. В том же году был переведён в конно-артиллерийскую роту № 1, а через 3 года — в 13-ю роту; в 1824 году был произведён в поручики. В 1827 году был переведён в 1-ю артиллерийскую бригаду с зачислением в лёгкую 1-ю роту.
В 1828 году участвовал в войне против турок. Сначала Симборский находился в войсках, расположенных на северной стороне крепости Варны. Затем отряд Бистрома, в котором находился Симборский, переправясь на баркасах на южную сторону крепости, подкрепил отряд генерала Головина. Цель отряда была лишить турецкую крепость всякого сообщения с южной стороной. Турки бились отчаянно, но их жестокое нападение было отражено: после четырёхчасового боя 16 сентября целый корпус Омера-паши, предпринявший вылазку из крепости, принужден был уступить русским силам. За отличие в этом деле Симборский получил орден св. Анны 3-й степени с бантом. 2 октября он возвратился на позицию, а с 7-го следовал обратно в Россию. Кроме вышеупомянутой награды Симборскому за военные заслуги было объявлено Высочайшее благоволение, и выдана денежная награда.
В 1831 году Симборский участвует в войне против польских мятежников и находится в составе войск гвардейского корпуса под командой великого князя Михаила Павловича.
16 марта войска переправились через Нарев у местечка Тыкочина и вступили в пределы Польши. С 12 по 14 мая Симборский участвовал в наступательном движении русских войск к Остроленке. После победоносного сражения у этого города, русская армия должна была переправиться на нижнюю Вислу. Движение войск началось 22 июня и длилось до 5 июля, и сопряжено было с большими трудностями. С 4 по 8 июля армия переправилась и расположилась у Нешавы. Отсюда, среди хорошо укрепленных пунктов, было предпринято движение на Варшаву с продолжительной стоянкой у Ловича. 15 августа русские войска стали двигаться далее к Варшаве и взяли её штурмом 26 числа.
Находясь все время в этих действиях, Симборский вместе с другими вступил 27 августа в Варшаву и за выказанное мужество и рвение был произведён в поручики. С 11 октября Симборский находился в составе войск, двигавшихся обратно в Россию и участвовал 6 ноября в переправе через Неман у Ковно.
В 1834 году Симборский произведён в штабс-капитаны и вскоре — в капитаны. В 1836 году назначен командиром 2-й батареи 1-й артиллерийской бригады, произведён в полковники, и за время своей последующей 10-летней службы получил 1500 десятин земли и несколько наград, в том числе за беспорочную выслугу 25 лет в офицерских чинах — орден св. Георгия 4-й степени (12 января 1846 года, № 7405 по списку Григоровича — Степанова).
В 1846 году Симборский был назначен командиром 2-й гренадерской артиллерийской бригады и произведён в генерал-майоры. В 1849 году, по случаю восстания в Венгрии, Симборский находился в войсках, нёсших охрану порядка в Царстве Польском с 3 мая по 15 сентября.
По болезни в 1850 году был зачислен по пешей артиллерии, в 1851 году в запасные войска, а в 1854 году назначен к бывшему инспектору всей артиллерии, по распоряжению которого выполнил несколько поручений по переформированиям артиллерийских парков. За отлично исполненное поручение ему было объявлено Высочайшее благоволение и пожалован орден св. Владимира 3-й степени. В 1850 году Симборский назначается состоять по особым поручениям в штабе генерал-фельдцейхмейстера и по воле его производит несколько следствий и дознаний.
Получив в 1857 году изъявления монаршего благоволения за отличие по службе, Симборский в 1858 году был назначен в Кронштадт для осмотра пороховых станков и награждён орденом св. Анны 1-й степени с мечами. В 1860 году произведён в генерал-лейтенанты. В 1861 году получил назначение на должность начальника Санкт-Петербургского крепостного артиллерийского округа. С упразднением в 1864 году этого штаба Санкт-Петербургского крепостного артиллерийского округа, был отчислен от должности начальника этого округа и прикомандирован к Главному артиллерийскому управлению, с зачислением по пешей артиллерии.
Умер 19 февраля 1869 года в Санкт-Петербурге, похоронен в Сергиевой пустыни.
Его братья — Валентин Михайлович, Андрей Михайлович и Дмитрий Михайлович — также служили по артиллерии и двое последних состояли в генеральских чинах; также известен брат Александр и сёстры Варвара и Софья.